# Farahabad
Farahabad (em persa: فرح اباد, também romanizada como Faraḩābād) é uma aldeia do distrito rural de Mehrabad, no condado de Abarkuh, da província de Yazd, Irã.